# GREAT ACTIVITY
GREAT ACTIVITY，是水樹奈奈第六張個人專輯。2007年11月14日KING RECORDS發售，商品編號KICS-91339（CD+DVD初回限定盘）/KICS-1339（普通版）。

## 解説
- 上一張專輯HYBRID UNIVERSE之後一年半的個人大碟，同上一張專輯一樣，仍然以Elements Garden為中心來製作專輯，同時，矢吹俊郎和田中隼人也有參與製作，Rock Field所屬的藤末樹、齋藤真也，以及志倉千代丸等也參與了專輯製作。
- 本專輯，除了刷新了自己專輯的最高排名記錄之外，也打破了由林原惠的專輯保持的聲優專輯的最高排名記錄[1]。
- 同時，單曲方面，SECRET AMBITION和ETERNAL BLAZE并列保持著聲優部門單曲的最高排名記錄（第二位），是声優部門的雙冠王。
- Oricon排名：最高排名第二位，销量：初期销量4.3万张，累计销量6.7万张。

## 收錄曲
1. Bring it on!
  - 作詞：水樹奈奈；作曲：藤末樹；編曲：藤間仁（Elements Garden）
2. Orchestral Fantasia
  - 作詞：Hibiki；作曲、編曲：上松范康（Elements Garden）
  - 日本電視台《音樂戰士 MUSIC FIGHTER》11月份POWER PLAY
3. Promise on Christmas
  - 作詞：；作曲、編曲：田中隼人
4. MASSIVE WONDERS
  - 作詞：水樹奈奈；作曲、編曲：矢吹俊郎
  - 電視動畫《魔法少女奈葉StrikerS》第二期主題曲(OP2)
  - 日本電視台節目8月份片尾曲(ED)
5. Take a chance
  - 作詞：；作曲：若林充；編曲：齋藤真也
6. - 作詞：；作曲、編曲：藤田淳平（Elements Garden）
7. - 作詞、作曲：溝下創；編曲：大平勉
8. SEVEN
  - 作詞、作曲：水樹奈奈；編曲：藤間仁（Elements Garden）
9. - 作詞：Bee'；作曲、編曲：AGENT-MR
  - 東京電視台節目片尾曲(ED)
10. TRY AGAIN
  - 作詞、作曲、編曲：矢吹俊郎
11. SECRET AMBITION
  - 作詞：水樹奈奈；作曲：志倉千代丸；編曲：藤間仁（Elements Garden）
  - 電視動畫《魔法少女奈葉StrikerS》第一期主題曲(OP1)
12. Nostalgia
  - 作詞：SAYURI；作曲：TLAST；編曲：齋藤真也
13. Heart-shaped chant
  - 作詞：水樹奈奈；作曲、編曲：上松范康（Elements Garden）
  - PS2遊戲《光明之風》主題歌
14. chronicle of sky
  - 作詞、作曲：志倉千代丸；編曲：菊田大介（Elements Garden）
15. Sing Forever
  - 作詞：園田凌士；作曲、編曲：藤間仁（Elements Garden）